# گوردون گوگیسبرگ
گوردون گوگیسبرگ (انگلیسی: Gordon Guggisberg; ۲۰ ژوئیهٔ ۱۸۶۹ – ۲۱ آوریل ۱۹۳۰) فرد نظامی اهل بریتانیا بود.